# Aaliyah Wilson
Aaliyah Wilson (Muskogee, 28 agosto 1998) è una cestista statunitense, professionista nella WNBA.

## Carriera
È stata selezionata dalle Seattle Storm al primo giro del Draft WNBA 2021 (11ª scelta assoluta).